# Anthophylax viridis
Anthophylax viridis är en skalbaggsart som beskrevs av Leconte 1850. Anthophylax viridis ingår i släktet Anthophylax och familjen långhorningar. Inga underarter finns listade i Catalogue of Life.